# المشرفه، مصیاف
المشرفه (به عربی: المشرفة) یک روستا در سوریه است که در ناحیه عین حلاقیم واقع شده‌است. المشرفه ۱٬۵۵۵ نفر جمعیت دارد.